# Acahualco, Veracruz
Acahualco är en ort i Mexiko.   Den ligger i kommunen Zongolica och delstaten Veracruz, i den sydöstra delen av landet, 250 km öster om huvudstaden Mexico City. Acahualco ligger 1 077 meter över havet och antalet invånare är 159.
Terrängen runt Acahualco är mycket bergig. Runt Acahualco är det ganska tätbefolkat, med 222 invånare per kvadratkilometer. Närmaste större samhälle är Cuichapa, 19,8 km norr om Acahualco. I omgivningarna runt Acahualco växer i huvudsak städsegrön lövskog.